# Stadecken-Elsheim
Stadecken-Elsheim é um município da Alemanha localizado no distrito de Mainz-Bingen, estado da Renânia-Palatinado. Pertence ao Verbandsgemeinde de Nieder-Olm.